# 潮見坂
潮見坂（しおみざか）とは日本にある坂の名称。潮見坂とつけられた坂は日本各地に存在する。

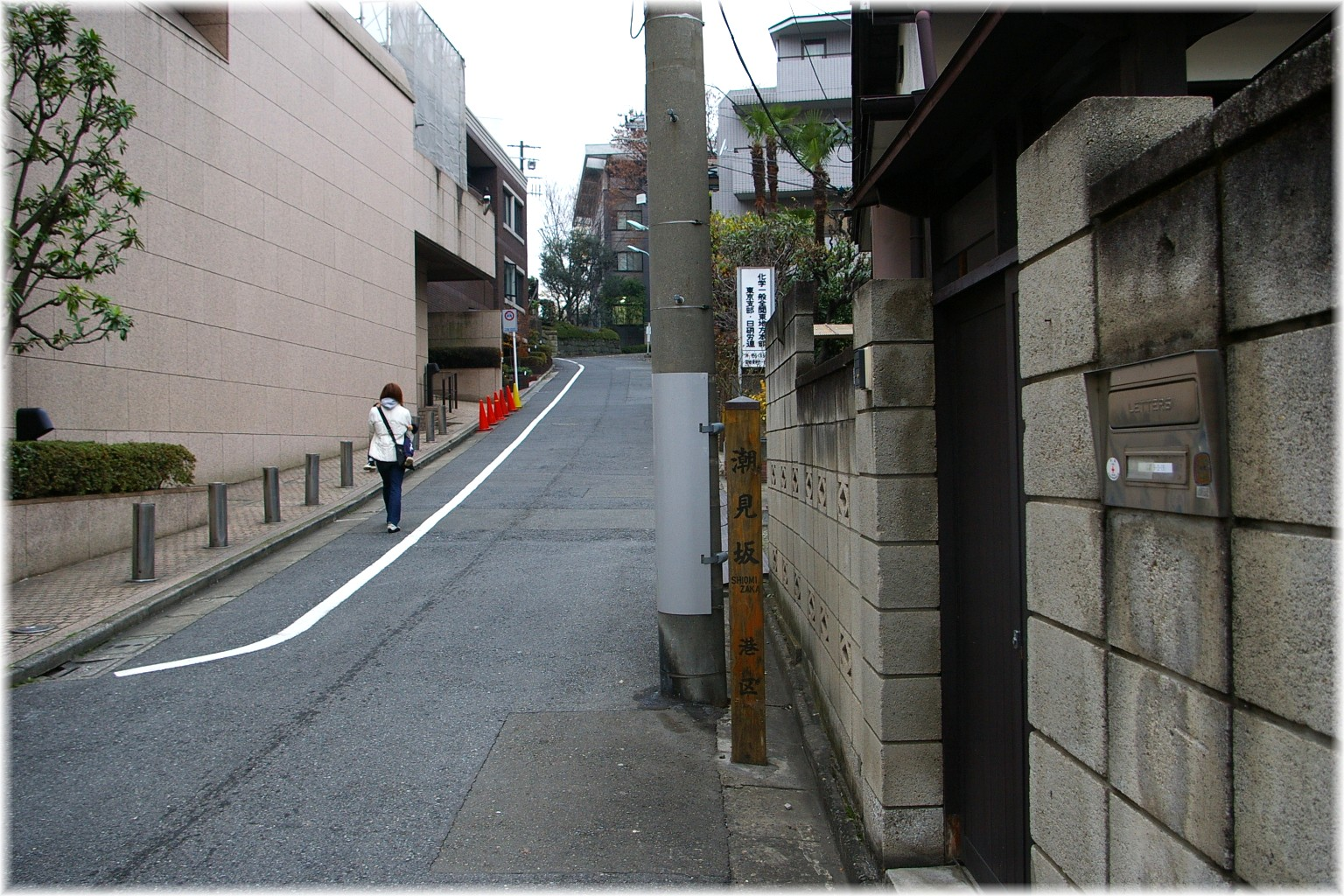
坂下から望む

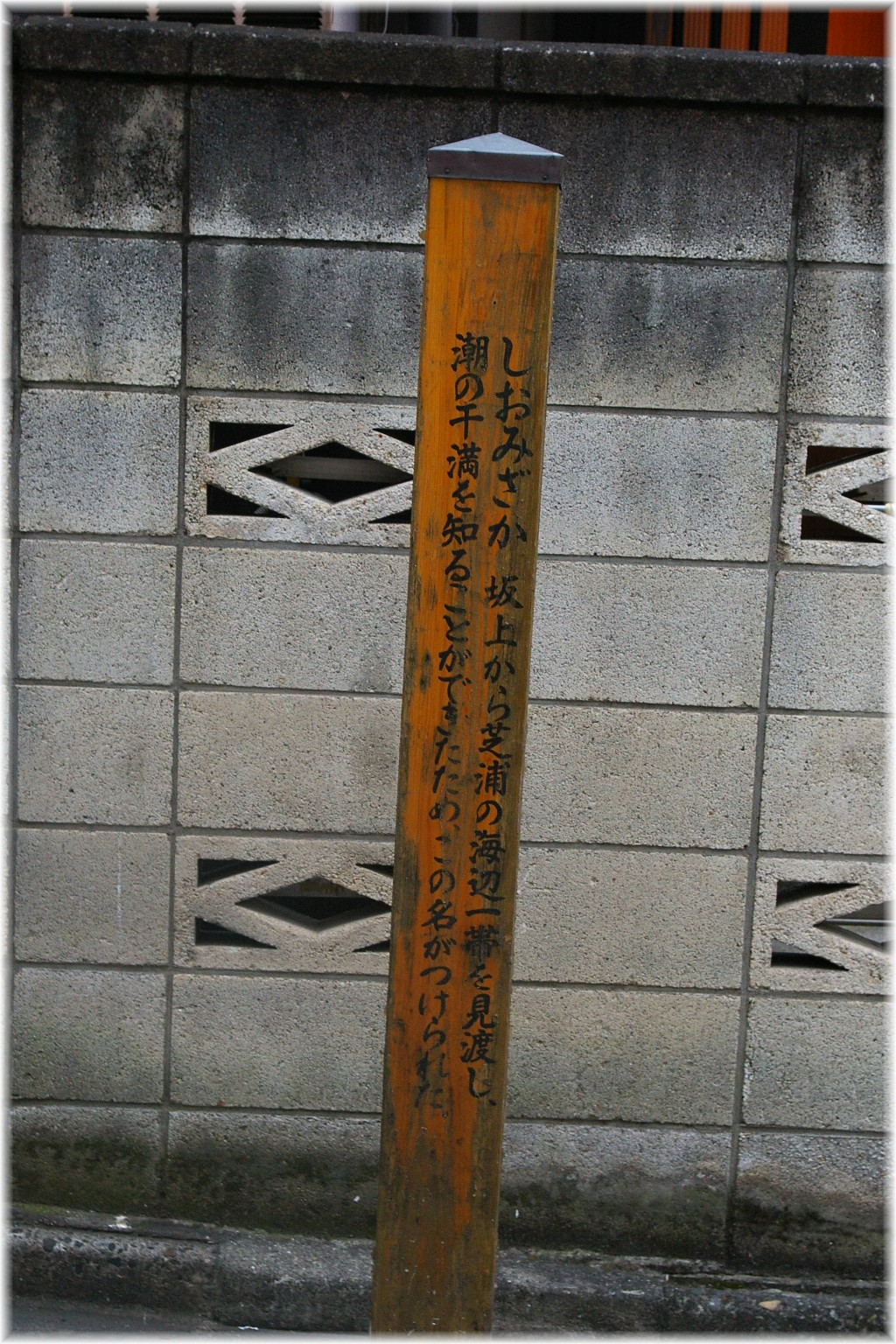
道標

## 東京都の潮見坂
港区
東京都港区三田三丁目2番と四丁目14番に挟まれた場所にある坂（武蔵国）。坂下で聖坂と交差し、普連土学園がある。聖坂より、人や車の往来は少ない。坂上には、蛇坂や、安全寺坂がある。江戸幕府初代征夷大将軍徳川家康が江戸入府の際に、その生涯において幾多の危機を乗り越えてきたことにちなみ、「死を見」（潮見）て「不死身」（富士見）になると掛けて名付けられたとも、坂上から、芝浦の海辺一帯を見渡し、海の干満を知ることができたともされる。現在は全く海を眺めることはできない。「富士見」と「潮見」のついた地名は対として江戸各地に存在する。なお『江戸名所図会』に描かれた「潮見坂」は本所ではなく伊皿子坂と思われる。
千代田区
東京都千代田区霞が関（外務省と財務省の間）にある坂。
文京区
東京都文京区千駄木にある「団子坂」は、別名「潮見坂」ともいわれる。

## 東海道の潮見坂
- 東海道五十三次で遠江国（とおとうみのくに）で最も京に近い白須賀宿（しらすかのしゅく）（現在の静岡県湖西市）から東の同国新居宿（あらいのしゅく）（現在の静岡県湖西市新居町（旧 浜名郡新居町）の方角へ下る坂。明治天皇が江戸（東京）への行幸の途中初めて太平洋を見たことから名付けられた[要出典]。

- 道の駅潮見坂
- 東海道
- 国道1号
- 潮見バイパス
- 豊橋浜松道路